# The Salvation Army Lass
The Salvation Army Lass est un film muet américain réalisé par D. W. Griffith, sorti en 1909.

## Synopsis
Fille des quartiers pauvres du Lower East Side à New-York, Mary Wilson (Florence Lawrence) tombe amoureuse de Bob Walton (Harry Solter).
Au cours d'une bagarre de saloon pour défendre Mary, Bob tue Harry Brown.
Arrêté, il est condamné à un an de prison à la prison de Sing-sing.
Accablé par le malheur, Mary découvre la foi par l'action de l'Armée du salut et se convertit.
Néophyte, elle agit dans les bas-fonds et y retrouve Bob à sa libération.
Dès lors, elle n'aura de cesse de faire apprécier par Bob la sainte invitation : « Venez à moi, vous tous qui êtes fatigués et chargés, et je vous donnerai du repos. »
Ainsi, dans la scène finale, Bob s'agenouille dans l'humilité pour recevoir la grâce divine.

## Fiche technique
- Titre : The Salvation Army Lass
- Réalisation : D. W. Griffith
- Scénario : D. W. Griffith, d'après la pièce Salvation Nell d'Edward Sheldon[3]
- Société de production et de distribution : American Mutoscope and Biograph Company[4]
- Photographie : G. W. Bitzer et Arthur Marvin
- Pays :  États-Unis
- Format[5] : Noir et blanc - Muet - 1,33:1 ou 1,37:1[3] - 35 mm[3],[6]
- Longueur de pellicule : 926 pieds (282 mètres[6])
- Durée : 15 minutes (à 16 images par seconde)[5]
- Genre : Drame[3]
- Date de sortie : 11 mars 1909

## Distribution
Les noms des personnages proviennent de l'Internet Movie Database.
- Mack Sennett : un membre de l'Armée du salut / une personne en dehors de l'usine
- Owen Moore : un membre de l'Armée du salut / une personne en dehors de l'usine
- Florence Lawrence : Mary Wilson
- Linda Arvidson : une personne dans le premier bar / une personne à l'usine
- Edward Dillon
- Marion Leonard : la patronne / la voleuse à l'étalage
- Florence LaBadie
- Florence Barker
- Harry Solter : Bob Walton
- John R. Cumpson : un membre de l'Armée du salut / une personne dans le premier bar / une personne à l'usine
- Dell Henderson
- Charles Inslee : Harry Brown / une personne à l'usine / une personne dans la foule[3],[7]
- Charles Avery : une personne dans le premier bar / une personne à l'usine[7]
- Adele DeGarde : une personne dans la foule[7]
- George Gebhardt : une personne dans le deuxième bar / une personne dans la foule[7]
- Robert Harron : une personne dans la foule[7]
- Guy Hedlund : une personne dans le deuxième bar[7]
- Anita Hendrie : un membre de l'Armée du salut / une personne à l'usine[3],[7]
- Arthur V. Johnson : une personne dans le premier bar / un compagnon de la voleuse à l'étalage / une personne dans le deuxième bar / une personne dans la foule[7]
- David Miles : le secouriste / un compagnon de la voleuse à l'étalage / une personne dans le deuxième bar[7]
- Herbert Prior : une personne en dehors de l'usine[3],[7]
- Dorothy West : un membre de l'Armée du salut[3],[7]

## Autour du film
Les scènes du film ont été tournées les 26 et 28 décembre 1908, le 27 janvier et le 18 février 1909 dans le studio de la Biograph à New York et à Fort Lee, dans le New Jersey.